# Biblioteca do FamilySearch
A Biblioteca do FamilySearch, anteriormente Biblioteca de História da Família, é um centro de pesquisa genealógica no centro de Salt Lake City. A biblioteca é aberta ao público gratuitamente e é administrada pelo FamilySearch, o braço genealógico da Igreja de Jesus Cristo dos Santos dos Últimos Dias.

## História
As origens da Biblioteca do FamilySearch podem ser rastreadas até a fundação da Sociedade Genealógica de Utah em 1894. Ao longo do tempo, a Biblioteca do FamilySearch mudou de local em Salt Lake City da seguinte forma:
- A primeira biblioteca da Sociedade Genealógica de Utah estava localizada no escritório do Historiador da Igreja, 58 E. South Temple Street[1]
- Prédio da Administração da Igreja, 47 E. South Temple Street (1917–1933)
- 80 N. Main Street (1934–1962)
- 100 S. Main Street (1962–1971)
- Edifício do Escritório da Igreja, 50 E. North Temple Street (1972–1985)
- 35 N. West Temple Street (1985–Presente)

O edifício atual, a oeste da Praça do Templo, foi inaugurado em 23 de outubro de 1985 e custou US$ 8,2 milhões.
Em 1938, a Sociedade Genealógica de Utah começou a microfilmar registros que continham dados genealógicos do mundo todo, e hoje esses microfilmes compõem grande parte do acervo da biblioteca. Hoje, a Sociedade Genealógica de Utah é mais comumente conhecida como FamilySearch e, em setembro de 2021, concluiu a digitalização de muitas de suas coleções de microfilmes para serem compartilhadas on-line. Em 2017, a Biblioteca do FamilySearch inaugurou um novo centro para experiências de descoberta interativas. 
Em 10 de janeiro de 2023, a Igreja Jesus Cristo dos Santos dos Últimos Dias anunciou a mudança do nome da biblioteca. A antiga Biblioteca de História da Família seria conhecida agora como Biblioteca do FamilySearch e os Centros de História da Família seriam conhecidos como Centros do FamilySearch.

### Tiroteio de 1999
Em 15 de abril de 1999, Sergei Babarin, de 70 anos, entrou no saguão da biblioteca e começou a atirar. Um segurança e uma cliente foram mortos, enquanto vários outros ficaram feridos. Uma hora e 45 minutos após o início do tiroteio, a polícia de Salt Lake atirou e feriu mortalmente Babarin numa troca de tiros. A família de Babarin indicou que ele tinha histórico de esquizofrenia, uma alegação não corroborada pela Valley Community Mental Health Clinic. Isto ocorreu apenas quatro meses após um outro tiroteio, próximo dali, separado a apenas um quarteirão de distância, no Triad Center. Mas esse incidente não teve qualquer relação com o anterior.

## Propósito
O principal objetivo do FamilySearch é conectar gerações de famílias passadas, presentes e futuras em todo o mundo. A Igreja de Jesus Cristo dos Santos dos Últimos Dias acredita que as famílias, seladas por meio de ordenanças de salvação em seus templos, são eternas. Os familiares que morrem sem a oportunidade de realizar essas ordenanças por si mesmos podem recebê-las por procuração, o que motiva a ênfase da Igreja no trabalho de história da família.

## Serviços
A Biblioteca do FamilySearch está localizada em Salt Lake City, Utah. É a maior biblioteca genealógica do mundo. A biblioteca contém registros genealógicos de mais de 100 países, territórios e possessões. Suas coleções incluem mais de 1,3 milhão de rolos de registros microfilmados e dão acesso à coleção total de mais de 2,4 milhões de rolos de registros genealógicos microfilmados ; 190.000 microfichas; 340.000 livros, periódicos e outros formatos; 125.000 periódicos; 3.725 recursos eletrônicos, incluindo assinaturas dos principais sites genealógicos.
O Biblioteca do FamilySearch oferece assistência à pesquisa para ajudar os clientes a traçar sua própria história familiar. Genealogistas profissionais e voluntários oferecem assistência em cerca de 30 idiomas, o que inclui leitura e tradução de documentos genealogicamente relevantes. A Biblioteca do FamilySearch também oferece consultas individuais gratuitas sobre problemas de pesquisa difíceis. Além disso, há aulas sobre tópicos de pesquisa genealógica gratuitas ao público e aulas disponíveis online.

### Serviços presenciais
- Scanners para fotos, filmes, slides de 35 mm e livros de registros familiares.
- Cabines de gravação para registrar suas histórias e memórias familiares.
- Atividades educacionais, aulas e workshops para pessoas de todas as idades e níveis de habilidade.
- Acesso livre a milhares de coleções de registros, publicações e microfilmes.
- Área infantil, que permite aos pais fazerem suas pesquisas no computador e cuidar dos filhos ao mesmo tempo.

### Serviços online
- Acesso on-line ao FamilySearch.org e outros sites genealógicos por assinatura.
- Aulas e webinars gratuitos de história da família online.
- Consultas genealógicas online gratuitas com especialistas da Biblioteca do FamilySearch.

## Filiais
Filiais da Biblioteca do FamilySearch são os Centros do FamilySearch. Embora existam mais de 6.300 Centros do FamilySearch operando em mais de 149 países, há apenas cerca de 17 grandes instalações de bibliotecas regionais. Os outros geralmente estão localizados nas instalações das Igrejas de Jesus Cristo dos Santos dos Últimos Dias com pelo menos um ou mais computadores genealógicos.